# Noetická skepse
Noetická skepse je přístupem k noetice, filosofické disciplíně, která se zabývá naukou o poznání a možnostech poznání. Noetická skepse tvrdí, že poznání není (z různých důvodů, daných konkrétní filosofickou školou) možné, tedy že nelze nic poznat. Klasickým předpokladem je, že všechny naše vědomosti o okolním světě pochází od našich smyslů, ale našim smyslům se nedá věřit, proto není možné ani získat důvěryhodné informace o okolním světě.
V rozumné míře je noetická skepse konstruktivním přístupem, který požaduje ověření získaných údajů. V extrémním uplatněním vede k závěru, že není možné cokoliv vědět. Gorgiás z Leontín vyslovil tři věty noetické skepse:
1. Nic není
2. I kdyby něco bylo, nelze to poznat
3. I kdyby to šlo poznat, pak toto poznání nelze sdělit